# Susanne Knaack

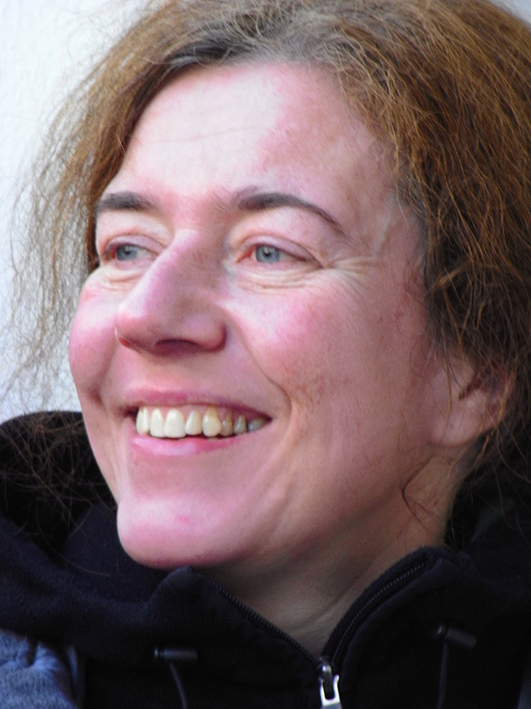
Susanne Knaack, 2012

Susanne Knaack (* 13. März 1962 in Berlin) ist eine deutsche Malerin.

## Leben und Werk
Susanne Knaack wurde 1962 in Berlin geboren. Dort studierte sie nach dem Abitur zunächst ab 1982 Kunstgeschichte und Germanistik, bevor sie 1985 ein Studium der Malerei bei Georg Baselitz an der Hochschule der Künste Berlin aufnahm, das sie 1989 beendete. Sie war von 1984 bis 1986 Mitglied der Künstlergruppe Gras Fressen. In der gleichnamigen Selbsthilfegalerie hatte sie in dieser Zeit mehrere Ausstellungsbeteiligungen. Von 1989 bis 1995 publizierte sie gemeinsam mit dem Künstler H. H. Zwanzig, mit dem sie sich seitdem das Atelier NOSITIV teilt, Werkstatthefte und initiierte hier regelmäßig Atelierausstellungen.
Susanne Knaack lebt und arbeitet in Berlin und wird von der Galerie per-seh, Lübeck, vertreten.

## Werk
Susanne Knaack ist eine zeitgenössische Vertreterin der deutschen konzeptuellen Malerei. Stark beeinflusst vom amerikanischen Abstrakten Expressionismus und einem ihrer Hauptvertreter, Jackson Pollock, schafft sie eine Malerei, die nicht klassisch mit dem Pinsel ‚ermalt‘ wird, sondern mittels ihrer über Jahre entwickelten und verfeinerten Schütt-Technik entsteht. Der Berliner Kunsthistoriker und Kunstkritiker Dr. Sebastian Preuss schreibt nicht umsonst von den ‚inneren Landschaften‘, die hierbei entstehen. Die in Schwarz-Weiß und ihren Abmischungen (mit leichten Braun- und Blaunuancen) gehaltene Malerei lässt vor dem menschlichen Auge Formationen entstehen, die in der Wahrnehmung und Erinnerung des Betrachters zur Landschaftsmalerei und als ‚Seestück‘ interpretiert wird, auch wenn das für die Landschaftsmalerei untypische Hochformat dem entgegenspricht. Die abstrakten Malereien evozieren im Betrachter ein Sichversenken in die Bildlandschaft, die von ihm unbewusst mit Landschaftsmalerei gleichgesetzt wird.

## Ausstellungen (Auswahl)
- 2023 Das Ende der Malerei. Karl Hagemeister und die Malerei heute, Bröhan-Museum, Berlin
- 2021 Solopittura. mit Walter Santoni, Galerie 100, Berlin; Salon Grasfressen. Kunsthaus Schwabmünchen (Katalog); FRESSEN. Galerie Verein Berliner Künstler (Katalog); Kunstwerk des Monats Galerie per-seh, Lübeck
- 2020 TOD. Galerie Verein Berliner Künstler (Katalog)
- 2019 SEX. Galerie Verein Berliner Künstler (Katalog)
- 2018 Tableau & Solitär. Semjon Contemporary, Berlin (EA);nah dran – weit weg Galerie per-seh, Ronnenberg (EA)
- 2017 Amid the Flux. ECC-Kreativstadt Weißensee, Berlin (EA), (Katalog); EROS. Toscana-Halle, ECC-Kreativstadt Weißensee, Berlin
- 2016 Malerei & Monotypie. Semjon Contemporary, Berlin (EA); OPIUM. Toscana-Halle, ECC-Kreativstadt Weißensee, Berlin
- 2015 Encounter – Colin Ardley: Susanne Knaack. Semjon Contemporary, Berlin (EA); Blaue Stunde.  mit Winnie Schaak, Galerie per-seh, Hannover (Film)(Katalog); KUNST. Toscana-Halle, ECC-Kreativstadt Weißensee, Berlin
- 2014 Landschaft & Gärten – Teil 1. mit Takayuki Daikoku, Schloss Ribbeck im Havelland
- 2013 Schwarzzeit – Weißzeit. Deutsche Werkstätten Hellerau, Dresden (EA); Susanne Knaack. Agentur GoArt!, Berlin (EA); Mushrooms. Salon Grasfressen, Berlin
- 2012 Susanne Knaack – Neue Malereien. Semjon Contemporary, Berlin (EA); Susanne Knaack. Fundacion Pasaje 865, Buenos Aires (EA); Sieben malerische Positionen aus Deutschland. Akademie der Künste Baku, Aserbaidschan; NordArt 2012 Büdelsdorf (Katalog)
- 2011 Seestücke. Die Hamburger Galerie (EA)
- 2010 Landschaften und Seestücke. Galerie Poll, Berlin (EA), (Katalog); Susanne Knaack. Kunsthalle Zellingen (EA); Wellenberge, Wolkentäler Galerie per-seh, Hannover (Katalog)
- 2009 Meer. Wasser. Seen. Galerie Riddagshausen, Braunschweig (EA); Bestandteile Galerie per-seh, Hannover (Katalog)
- 2008 WasserWerke Galerie per-seh, Hannover (Katalog)
- 2007 Neue Arbeiten. Galerie Hermeyer, München (Katalog); Kommunale Galerie Charlottenburg-Wilmersdorf, Berlin (EA); Seestücke. Von Max Beckmann bis Gerhard Richter. Hamburger Kunsthalle (Katalog)
- 2006 Paysages. Galerie Lavignes-Bastille, Paris (EA), (Katalog); Malerei und Zeichnung. Berenberg-Gossler-Haus, Hamburg (EA)
- 2005 Malerei. Kunststiftung Poll, Berlin (EA); Computerbögen. Galerie Pillango, Berlin (EA)
- 2004 Susanne Knaack. Galerie Norbert Ebert, Darmstadt (EA); Seestücke. Galerie Magdalena Kaiser, Siegen (EA)
- 2003 Galerie der Druckerei Conrad, Berlin (EA), (Katalog)
- 2001 Neue Arbeiten. Kunststiftung Poll, Berlin (EA)
- 1999 Malerei und Zeichnung. Kunststiftung Poll, Berlin (EA)
- 1998 Seestücke. Kunststiftung Poll, Berlin (EA)

## Werke

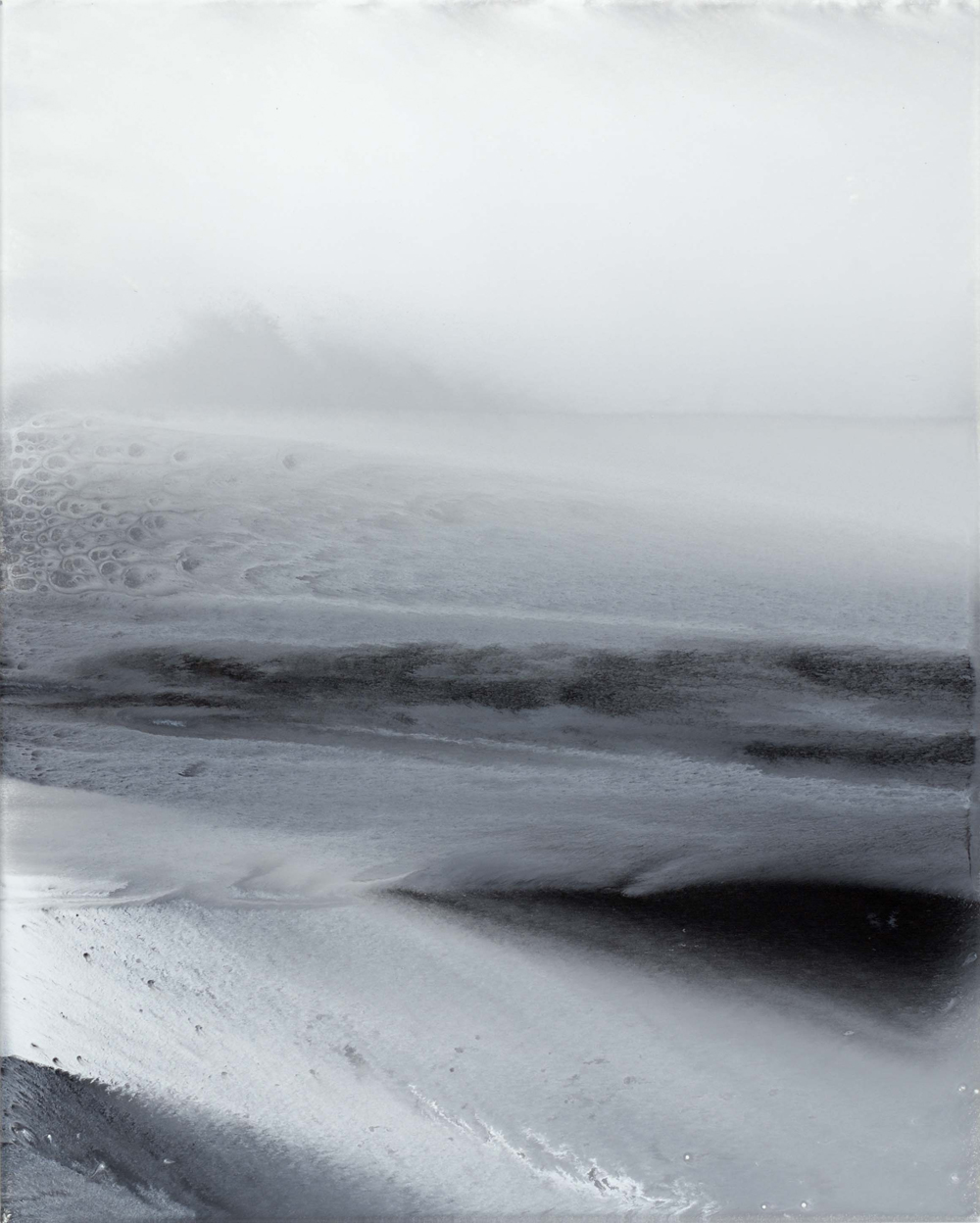
Susanne Knaack, ohne Titel, 2012, Acryl auf Leinwand, 100 cm × 80 cm
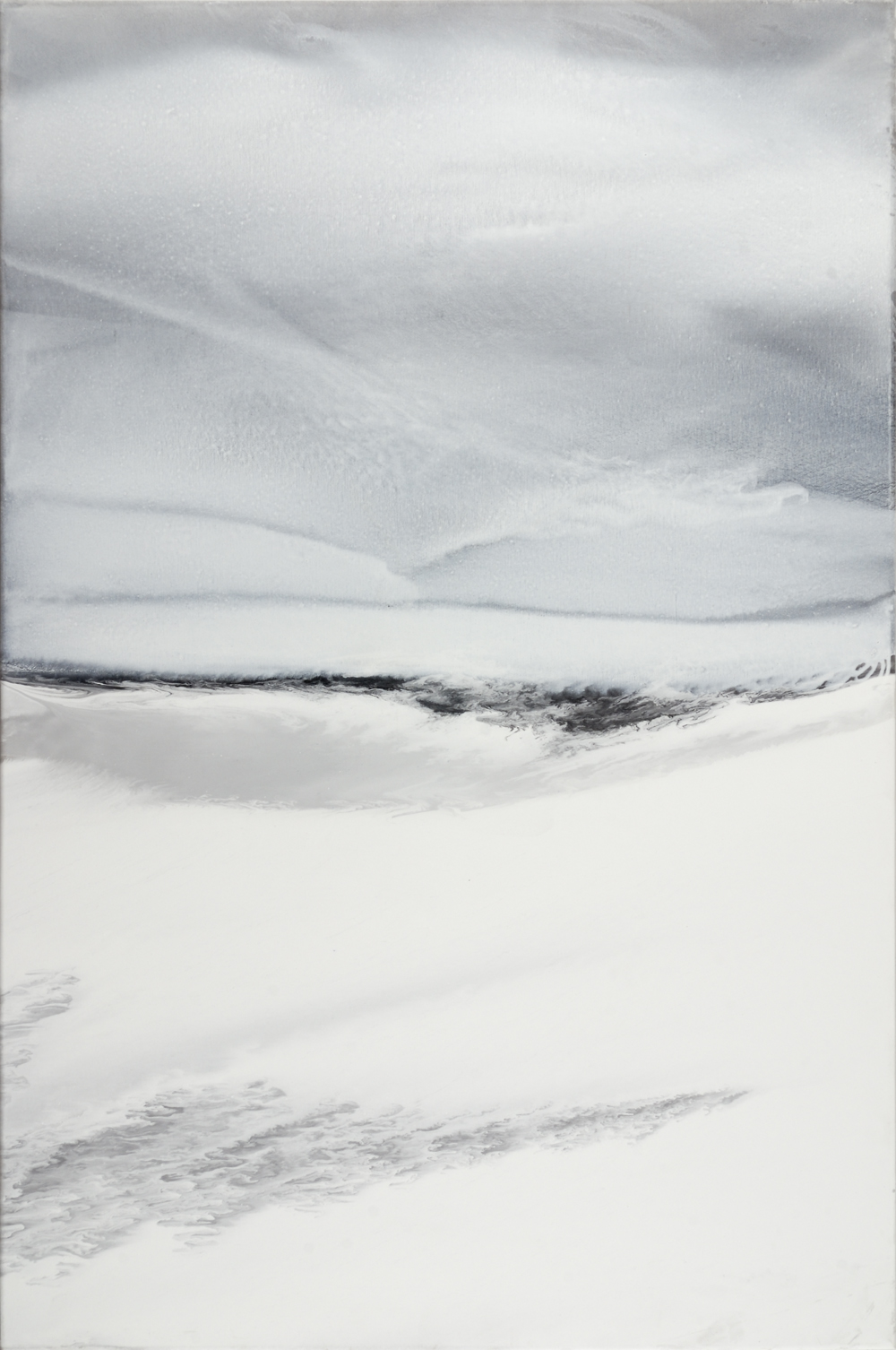
Susanne Knaack, ohne Titel, 2012, Acryl auf Leinwand, 150 cm × 100 cm
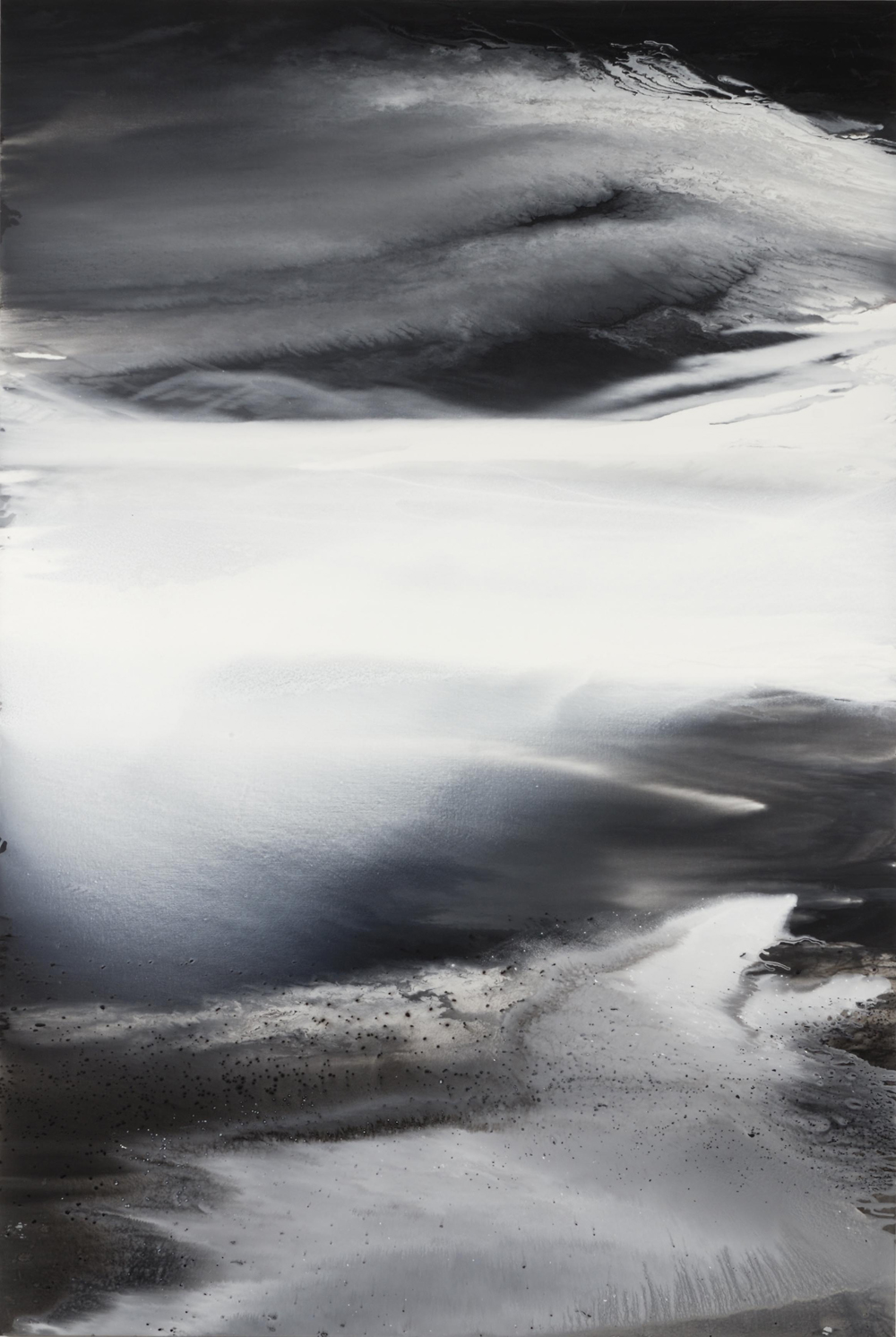
Susanne Knaack, ohne Titel, 2012, Acryl auf Leinwand, 300 cm × 200 cm
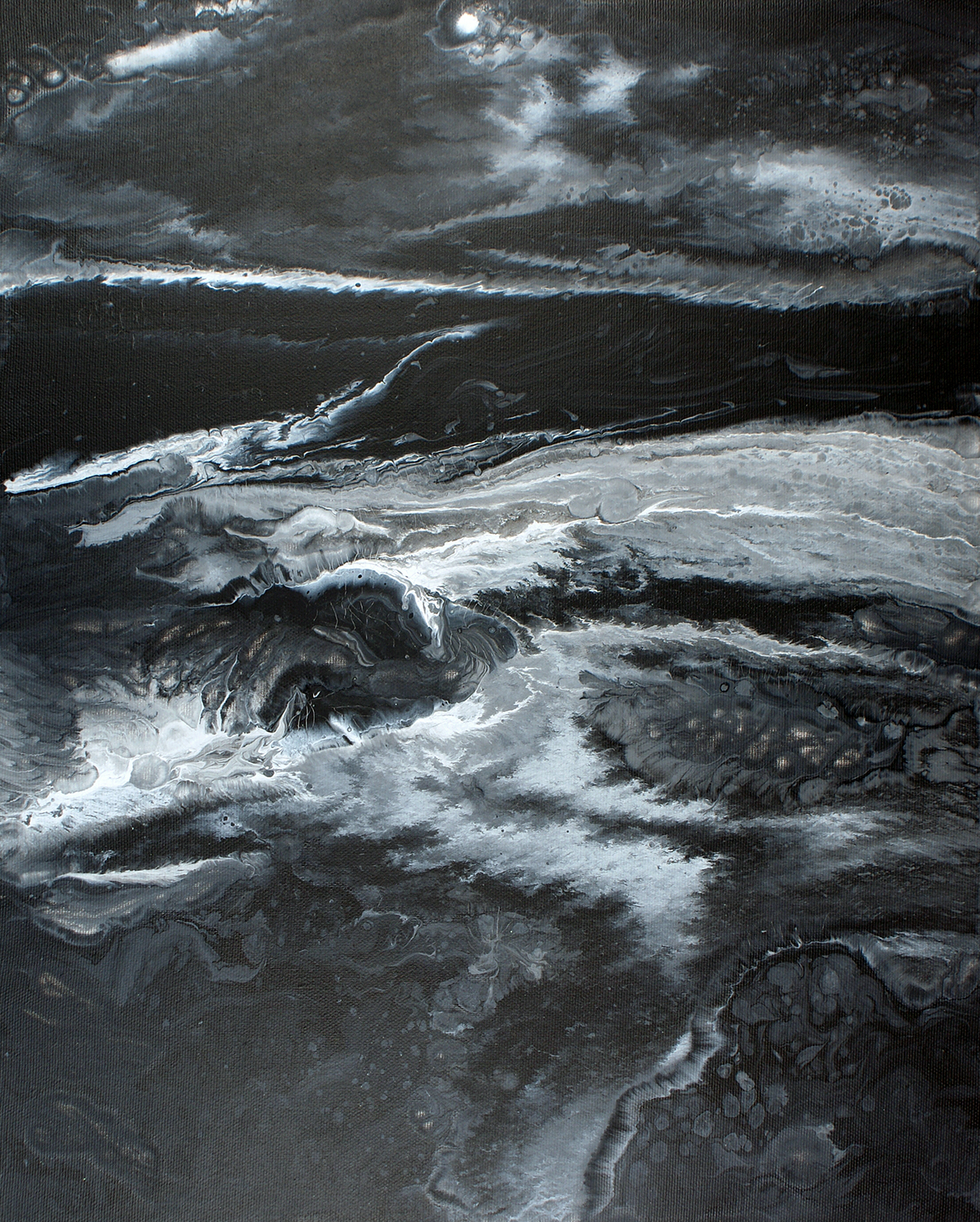
Susanne Knaack, ohne Titel, 2011, Acryl auf Leinwand, 50 cm × 40 cm
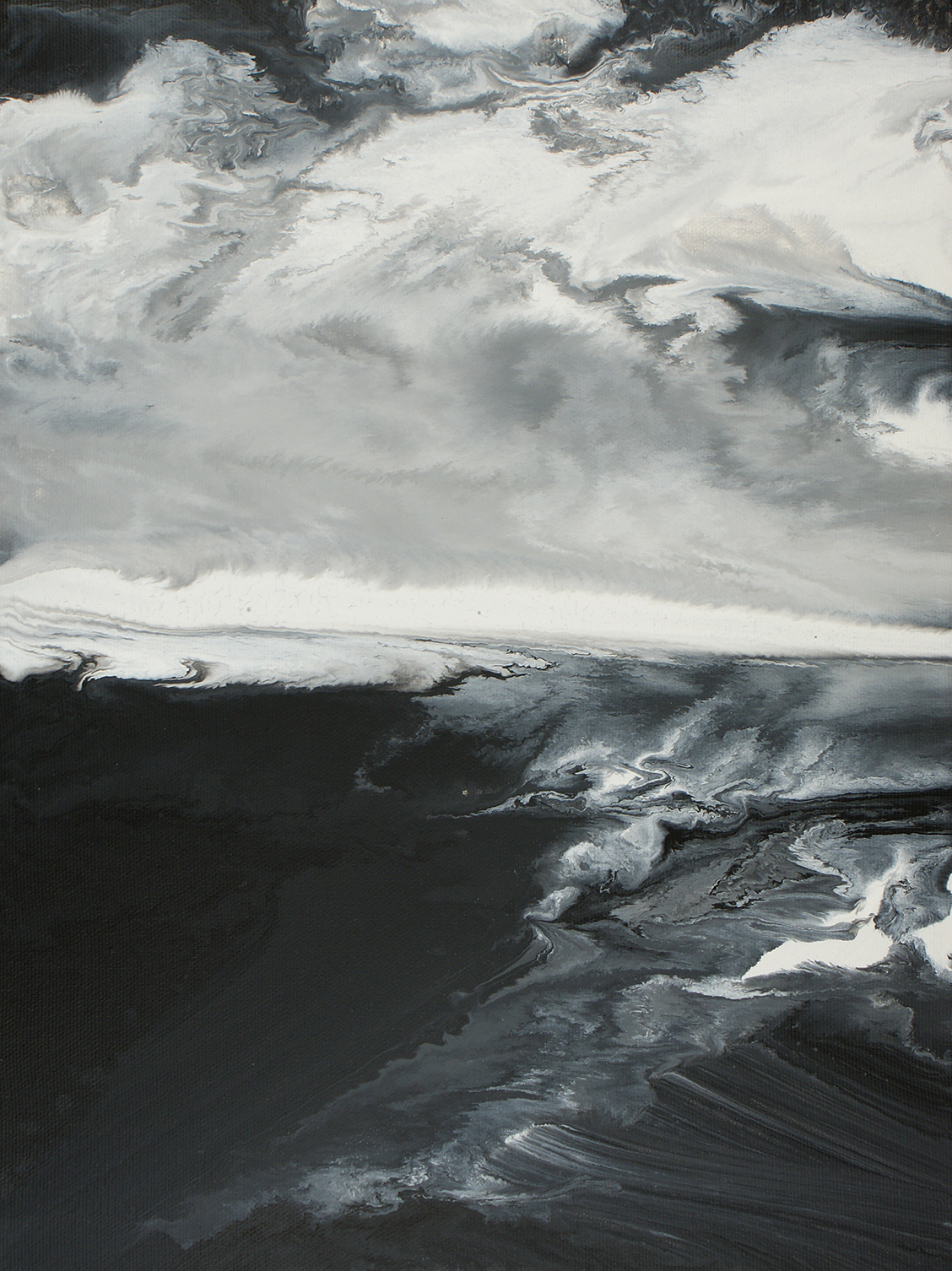
Susanne Knaack, „Seestück“, 2010, Acryl auf Leinwand, 40 cm × 30 cm

### Werke in Sammlungen
- HSH Nordbank, Hamburg
- Artothek des NBK, Berlin
- Artothek der Kommunalen Galerie Berlin
- Kunststiftung Poll, Berlin
- Fundación Pasaje 865, Buenos Aires

### Werke in Archiven
- Morris/Trasov Archive, The Morris and Helen Belkin Art Gallery, Vancouver
- documenta-Archiv, Kassel
- Archiv des Künstlerhauses Stuttgart
- Archiv Verein Berliner Künstler

## Messebeteiligungen
- 2021 MISA, König Galerie, Berlin
- 2015 Art Bodensee und Positions Berlin, Semjon Contemporary
- 2014 Art Bodensee, Semjon Contemporary
- 2012 Preview Berlin, Semjon Contemporary
- 2009 Contemporary Art Ruhr, Essen, Galerie per-seh; Art Karlsruhe, Galerie Eva Poll
- 2008 Art Karlsruhe, Galerie Eva Poll
- 2007 Tease Art Fair, Köln, Kunststiftung Poll; Berliner Kunstsalon, „Aaperto“, Agentur GoArt!
- 2006 Berliner Kunstsalon, Kunststiftung Poll
- 2005 Berliner Kunstsalon, Kunststiftung Poll
- 2002 Art Forum Berlin, Kunststiftung Poll
- 2000 Art Forum Berlin, Kunststiftung Poll